# Беларусь 5
«Беларусь 5» — белорусский спортивный телеканал. Телеканал входит в структуру Белтелерадиокомпании. Начало вещания — 21 октября 2013 года. В большинстве случаев телеканал проводит прямые трансляции со спортивных событий.

## История телеканала
Вопрос о необходимости спортивного вещания в стране возник, когда президент Беларуси Александр Лукашенко попросил пропагандировать здоровый образ жизни среди молодёжи.
1 сентября 2013 года дирекция «Беларусь-5» начинает работу.
1 октября 2013 года начинается полноценное тестовое вещание телеканала.
21 октября 2013 года телеканал начал полноценное вещание.
В соответствии с постановлением Совета Министров № 407 от 13 мая 2015 года телеканал «Беларусь 5» вошёл в пакет обязательных общедоступных телепрограмм.
С июля 2015 года круглосуточное вещание канала было существенно сокращено.

## Программы

### Актуальные
- «Овертайм» — (ведущая — Майя Лыкова)
- «Спорт-кадр» — (ведущие — Николай Стуло и Андрей Козлов)
- «Слэм-данк» — (ведущий — Антон Мелешев)
- «На грани фола. Футбольное обозрение» — (ведущий — Федор Прошкин)
- «Итоги недели» —  (ведущие — Олег Завадский и Анна Кузьмич)
- «Как это было» — (ведущий — Федор Прошкин)
- «Большой Спорт» — (ведущий — Юрий Войтенков)
- «Спортивный интерес» — (ведущий — Юрий Войтенков)
- «Игры на вырост»
- «Евроголы. Футбол без границ» — (ведущий — Геннадий Соловей)
- «Обзор НХЛ»
- «Пит-Стоп» — (ведущая — Полина Малиновская)
- «Хоккей для всех» — (ведущая — Мария Богатырь)
- «Между прочим» — (ведущая — Анна Эйсмонт)

## Трансляции
- Футбол:
  - Белорусская Высшая лига
  - Кубок Беларуси
  - Суперкубок Беларуси
  - Ла Лига
  - Российская Премьер-Лига
  - Кубок России
  - Суперкубок России
- Хоккей:
  - Континентальная хоккейная лига
  - Чемпионат Беларуси
  - Кубок Беларуси
- Баскетбол:
  - Единая Лига ВТБ
  - Чемпионат Беларуси (матчи плей-офф с полуфинала и некоторые матчи регулярной части чемпионата)
- Гандбол:
  - SEHA League
  - Чемпионат Беларуси
- Художественная гимнастика:
  - Кубок мира
- Лёгкая атлетика:
  - Чемпионат Беларуси
  - Зимний чемпионат Беларуси
- Смешанные единоборства:
  - M-1 Global
  - Ultimate Fighting Championship

## Вещание
MUX 2 (открыто)
DVB-T2

## Действующие тележурналисты, комментаторы и эксперты

### Комментаторы, журналисты и эксперты
- Александр Цвечковский — футбол, хоккей, гандбол, волейбол, водное поло, пляжный футбол.
- Александр Черногузов — смешанные единоборства.
- Алексей Пынтиков — баскетбол.
- Анна Любенкова —  плавание, биатлон.
- Антон Мелешев —  Баскетбол
- Влада Сорокина — спортивная и художественная гимнастика, водные виды спорта..
- Дарина Запольская —  настольный теннис, фигурное катание, фристайл.
- Павел Баранов — футбол, бокс, смешанные единоборства, вольная, женская и греко-римская борьба, самбо, дзюдо, муай-тай, кикбоксинг., футзал.
- Сергей Мацкевич — футбол, волейбол, гандбол, теннис, лёгкая атлетика, плавание.
- Юрий Войтенков — футбол, хоккей с шайбой, хоккей на траве.
- Федор Прошкин —  футбол, хоккей, биатлон, лёгкая атлетика, плавание,
- Илья Бакай  —  футбол, футзал, плавание, пляжный футбол
- Геннадий Соловей   —  футбол, баскетбол.
- Михаил Летунов —  футбол, хоккей, пляжный футбол.
- Дмитрий Томаш  —  хоккей.
- Денис Гроть  —  хоккей.
- Александр Кудрявцев — баскетбол.

## Ушедшие комментаторы с канала
- Владимир Новицкий — в связи с выходом на пенсию. Ныне - сотрудник АБФФ ТВ
- Николай Ходасевич — в связи с переходом на другое место работы, ныне комментирует на Сетанта Спорт.
- Павел Сучков — в связи с переходом на другое место работы, ныне - комментатор КХЛ-ТВ.
- Валерия Филяева — в связи с переездом в Испанию по новому месту работы.
- Артем Волчек — в связи с переходом на другое место работы. Сейчас - комментатор ЯСНАЕ TV.
- Арташес Антонян, Владислав Татур (оба ныне работают на Сетанта Спорт Евразия), Ярослав Писаренко, Александр Ярмош, Дмитрий Герчиков, Александр Дмитриев  — в связи с кризисом в Беларуси.
- Евгений Табула — в связи с переходом на другое место работы
- Геннадий Войтович — в связи с уходом в любительские бои